# Michael Jordan
Michael Jeffrey Jordan (født 17. februar 1963 i Brooklyn, New York City, New York) er en amerikansk tidligere basketballspiller.
Han anses af mange som en af basketballspillets største spillere nogensinde. Han var med i startopstillingen på det første amerikanske Dream Team som deltog ved OL i Barcelona 1992, hvor holdet, der for første gang bestod af NBA-stjerner, vandt guld. I NBA spillede Jordan 13 sæsoner for Chicago Bulls, med hvem han vandt mesterskabet seks gange og blev kåret med titlen som MVP (Most Valuable Player/Mest værdifulde spiller) fem gange. I 2009 blev Jordan optaget i Naismith Memorial Basketball Hall of Fame.

## Opvækst og tidlig klubkarriere
Michael Jordan blev født i Brooklyn, New York, og da han var syv år, flyttede familien til delstaten North Carolina. Han viste sig snart som en dygtig sportsmand i flere sportsgrene som baseball, amerikansk fodbold og basketball, og han forsøgte i sin high school tid at komme på skoleholdet i 10. klasse, men da han kun var 1,80 m, lykkedes det i første omgang ikke. Dette slog dog ikke Michael Jordan ud af kurs, og da han voksede 10 cm i løbet af sommeren og samtidig trænede intensivt, fik han en plads på holdet det næste år.
Nu viste Jordan sit potentiale, og han scorede 25 point i gennemsnit pr. kamp de to næste sæsoner. Han blev derpå seniorspiller, og allerede første år blev han udnævnt til McDonald's All-American Team. Han fik derpå sportsstipendium til University of North Carolina, hvor han i øvrigt studerede kulturgeografi. Som førsteårs-collegespiller fortsatte han de gode takter og blev valgt til årets unge spiller i Atlantic Coast Conference.
Han var i øvrigt en lidt anonym holdspiller, og der blev først for alvor lagt mærke til ham, da North Carolina mødte Georgetown i NCAA State Championship 1982. I kampens sidste sekunder fik han bolden og satte et skud udefra, der afgjorde kampen til North Carolinas fordel.
Et år før tiden stoppede han på college for at deltage i NBA-udvælgelsen i 1984. Her blev han som den tredje af de unge spillere valgt, og det var Chicago Bulls, der blev vinderen.

## NBA-karrieren
Allerede i sin første sæson scorede Michael Jordan 28,2 point pr. kamp (ppk), og han blev hurtigt en favorit blandt fansene. Efter blot en måned i NBA kom han på forsiden af Sports Illustrated med overskriften "En stjerne er født". Han blev ikke overraskende valgt til sæsonens All-Star kamp, men flere af de etablerede stjerner, der også deltog i kampen, var så trætte af al den opmærksomhed, der blev Jordan til del, at de søgte at fryse ham ude ved at undlade at aflevere til ham. Det rystede ham dog ikke særligt, og hans position blev slået fast, da han blev valgt til "Rookie of the Year" ("Årets debutant").
Sæsonen 1985-86 blev ødelagt for Jordan af en brækket fod og han gik glip af 64 kampe. Han blev dog klar til playoff-kampene, og i en af disse scorede han 63 point, hvorved han satte rekorden for playoff-kampe. Den rekord står den dag i dag. Den følgende sæson blev en af Jordans bedste, og han scorede som blot den anden i historien, samlet over 3.000 point. På trods heraf blev han slået af Magic Johnson i kampen om hæderen som MVP.
De følgende tre sæsoner var personligt gode for Michael Jordan, men Chicago Bulls blev i playoff-kampene hvert år besejret af Detroit Pistons, der blandt andet specialopdækkede Jordan i flere af kampene. Først i sæsonen 1990-91 lykkedes det Bulls at besejre Pistons, idet Jordan nu i stedet for at blive fanget i sine skud, afleverede bolden og derved snød opdækningen. Sejren banede vejen til finalen, som Bulls vandt over Los Angeles Lakers, og Jordan blev både MVP for hele sæsonen og i finaleserien. Dermed var Jordan og Bulls for alvor dominerende i amerikansk basketball.
I 1993 kom Michael Jordan i mediernes søgelys for gambling med store indsatser. Han indrømmede dette, men fastholdt samtidig, at det ikke havde taget overhånd. Måske spillede dette ind i beslutningen senere samme år om at stoppe karrieren. Selv nævnte han, at han mistede lysten til at spille, efter at hans far var blevet myrdet tidligere på året. Hans karrierestop gav rystelser over hele landet, og endnu større var forbløffelsen, da han forsøgte sig som baseball-spiller. Det blev dog ikke nogen stor succes, og i starten af 1995 meldte han sig atter klar til basketball.
På trods af fraværet på 1½ år var han hurtigt på toppen igen. Han kunne dog ikke alene trække Bulls til en ny titel, men med grundig træning forud for sæsonen 1995-96 var han stærkt medvirkende til at sikre Bulls den første af tre mesterskaber i træk. Han trak sig nu tilbage for anden gang i januar 1999. Et år senere vendte han tilbage til NBA, nu ikke som spiller, men som klubmedejer og præsident i Washington Wizards. Han fik en meget omfattende ledelsesmæssig stilling, og vurderingen af ham i denne rolle har været blandet. I sommeren 2001 nævnte han muligheden af at spille for sit hold, og i september blev det officielt: Han vendte igen tilbage som aktiv spiller, og han lovede at give sin spillerløn til ofrene for terrorangrebet den 11. september 2001.
Sæsonen 2001-02 blev for Jordan præget af skader, og det blev kun til 60 kampe. Den følgende sæson spillede han alle 82 kampe, og som 40-årig viste han stadig fine præstationer. F.eks. blev han den første spiller over 40, der scorede mindst 40 point i en kamp. Hans præstationer var dog ikke nok til at bringe Wizards i playoff-kampene, og Jordan var i flere tilfælde utilfreds med sine medspillere. 
Jordan afsluttede endegyldigt sin karriere, og en af de sidste kampe foregik på hans gamle hjemmebane i Chicago, hvor han modtog langvarig stående ovation.
Med en karriere på 15 sæsoner (13 for The Chicago Bulls og 2 for Washington Wizards) både som shooting guard, point guard og small forward var Michael Jordan ikke bare fysisk god, men også mentalt på toppen. Michael Jordan er indehaver af et utal af rekorder i NBA, som f.eks. flest point i en slutsspilskamp (playoff) med 63 point, højeste pointsnit pr. kamp (30,1) og flest topscorertitler (10).
Hans succes og popularitet skaffede ham rekordhøje kontrakter, hvoraf den mest givtige indbragte ham 30 millioner dollars årligt.
I 2012 købte Michael Jordan NBA holdet Charlotte Bobcats for $275 mio.

## Landsholdskarriere
Mens han stadig var collegespiller, blev Jordan  en del af USA's hold ved OL 1984 på hjemmebane i Los Angeles. På den tid var kun amatører tilladt ved legene, og derfor var mange af de bedste amerikanere ikke med. Amerikanerne havde trods alt et godt hold, og da samtidig verdensmestrene fra Sovjetunionen ikke deltog på grund af nationens boykot af legene, var amerikanerne favoritter. De vandt da også deres indledende pulje komfortabelt, og efter sejre i over Vesttyskland og Canada i knockoutfasen var holdet klar til finalen mod Spanien. Her sikrede amerikanerne sig guldet med sejr på 96-65, mens Spanien fik sølv og Jugoslavien bronze. Jordan var en af de centrale spillere med et gennemsnit på 17,1 point i kampene.
Da professionelle spillere fik adgang til legene, stillede USA med en række af de bedste spillere fra NBA ved OL 1992 i Barcelona, et hold der blev benævnt "Dream Team", som også inkluderede Jordan. Amerikanerne vandt da også sikkert alle kampene i indledende pulje, hvorpå de besejrede Puerto Rico og Litauen i kvart- og semifinalen. Finalen blev et opgør mod Kroatien, der havde revanche til gode fra indledende pulje, men heller ikke her levnede amerikanerne modstanderne en chance, da de vandt med 117-85 og dermed sikrede sig den ventede guldmedalje, mens Kroatien fik sølv og Litauen bronze. På holdet fyldt med stjerner var Jordan, skønt han havde haft en forrygende karriere i NBA, ikke så dominerende, men han blev dog amerikansk topscorer i finalen med 22 point.

## Karriere ud over basketball
Michael Jordan var under sin karriere en af de mest efterspurgte personer overhovedet, og han benyttede interessen til at medvirke i en film i 1993. Han spillede sig selv i Space Jam, der er en film med kombinationen af virkelige personer og tegneseriefigurer fra Looney Tunes. 
Han var en af de mest anvendte indenfor den amerikanske model- og reklamebranche i 1980'erne og starten af 1990'erne. Store firmaer som Nike, Coca-Cola og McDonald's benyttede ham i store reklameserier, og Nike lancerede en basketballsko under hans navn kaldet Air Jordan.
Hans reklameindtægter er estimeret til at have indbragt ham over en milliard dollars.[kilde mangler]
Efter karrierens endelige afslutning forsøgte han sig igen som præsident for Washington Wizards, men han blev snart fyret. I de følgende år brugte han en del tid på godgørende formål, andre sportsgrene som golf og motorcykelløb. Han har sit eget tøjmærke, som han har gjort reklame for, og han ejer et motorcykel-team.

## Privatliv
Michael Jordan blev i 1989 gift med Juanita Vanoy, og parret fik to sønner og en datter. I 2002 søgte de om skilsmisse, men fandt sammen igen. I slutningen af 2006 søgte de atter om skilsmisse, og der forventes at indbringe Juanita et beløb på omkring 150 millioner dollars.